# Samsung Galaxy A20
Samsung Galaxy A20 là điện thoại thông minh Android được phát triển bởi Samsung Electronics và phát hành vào tháng 4 năm 2019 với hệ điều hành Android 9 (Pie) cùng giao diện One UI, bộ nhớ trong 32 GB, pin 4000 mAh. Dòng A20 là một trong những sản phẩm bán chạy nhất trong dòng điện thoại thông minh lâu đời của Samsung. Một lý do chính là nó thể hiện một khía cạnh cảm nhận tốt về giá cả. Nó có màn hình lớn với các nút ảo viền nhỏ bao quanh.

## Thông số kỹ thuật

### Phần cứng
Samsung Galaxy A20 có màn hình vô cực Infinity-V 6,4 inch HD + Super Amoled với độ phân giải 720x1560.  Điện thoại có kích thước 158,4 X 74,7 X 7,8mm và nặng 169 g. Điện thoại được trang bị CPU Octa-core (2x1,6 GHz Cortex-A73 & 6x1,35 GHz Cortex-A53) và GPU Mali-G71 MP2, đi kèm với bộ nhớ trong 32GB, có thể mở rộng lên đến 256GB thông qua thẻ MicroSD và RAM 3GB.  Máy có pin 4000 mAh không thể tháo rời, Samsung A20 cũng có khe cắm 2 thẻ sim.

### Phần mềm
Samsung Galaxy A20 chạy trên hệ điều hành Android 9 (Pie) với giao diện One UI đặc trưng của Samsung. Thiết bị có thể nâng cấp lên Android 10. Cả hai kết hợp này tạo ra trải nghiệm mượt mà được cho là hài lòng trên một chiếc điện thoại giá rẻ.